# Сапоровські
Сапоровські — прізвище давніх шляхетських родин гербів Юноша, Корчак.

## Гербу Юноша

Герб Юноша

Походять від роду Ко́лів гербу Юноша, що володіли селом Сапоровичі (пол. Saporowice).
- Адам Коло Сапоровський, 14 січня 1595 надав фундуш для костелу і монастиря бенедиктинок у Львові,[1] дружина — Єлизавета Дрогойовська
  - Катерина Сапоровська (також Шапоровська) — релігійна діячка РКЦ в Галичині; засновниця, абатиса монастиря бенедиктинок (Львів)
  - Анна Сапоровська — абатиса у 1608-38 роках
  - Кристина Сапоровска — абатиса у 1630-40 роках
- ім'я невідоме, можливо, сестра Адама; дружина Павла Стшемеського в 1592

- ім'я невідоме, дружина Пйотра Фредра
- Катажина — дружина галицького хорунжого Павла Скотніцького

## Гербу Корчак

варіант гербу Корчак

Представлені, зокрема, у Холмській землі.
- Александер, його донька — дружина Марціна Лазовського
- ім'я невідоме, дружина — Ельжбета Лазовська.